# FC Bayern München II
FC Bayern München II (Bayern München Amateure tot 2005) is het tweede elftal van de Duitse voetbalclub Bayern München. Anno 2021 spelen ze in de Regionalliga Bayern. Ze spelen hun thuiswedstrijden in het Grünwalder Stadion, dat ze delen met TSV 1860 München.
In het verleden mocht Bayern München ook spelen in de DFB-Pokal. Dit leidde in 1977 tot de bizarre situatie dat het team in de vierde ronde moest spelen tegen het eerste elftal. De hoofdmacht won met 5–3. Sinds 2008 zijn tweede elftallen niet meer toegestaan in het bekertoernooi.
In 2019 promoveerde Bayern II naar de 3. Liga, door VfL Wolfsburg II in de play-offs te verslaan. In het volgende seizoen werd Bayern II kampioen van de 3. Liga. Zij bleven het jaar erop in de 3. Liga spelen, omdat tweede elftallen niet zijn toegestaan op de twee hoogste Duitse professionele niveaus. Een jaar later eindigde de ploeg verrassend op de achttiende plaats en degradeerde het naar de Regionalliga.

## Bekende (ex-)trainers
- Mehmet Scholl (2009–2010, 2012-2013)
- Andries Jonker (2011–2012)
- Erik ten Hag (2013–2015)
- Sebastian Hoeneß (2019-2020)

## Erelijst

### Duitsland
Het betreffende niveau is tussen haakjes weergeven.
Regionalliga Süd (III)
- 2003–04

3. Liga (III)
- 2019-20

2. Amateurliga Oberbayern A (IV)
- 1955–56

Landesliga Bayern-Süd (IV)
- 1966–67, 1972–73

Regionalliga Bayern (IV)
- 2013–14, 2018–19

Bayerischer Toto-Pokal
- 2002

Oberbayern Pokal
- 1995, 2001, 2002

### Internationale toernooien
Premier League International Cup
- 2019

IFA Shield
- 2005

SpVgg Ansbach 09 · 
Viktoria Aschaffenburg ·
TSV Aubstadt ·
FC Augsburg II ·
TSV Schwaben Augsburg ·
FC Eintracht Bamberg ·
TSV Buchbach ·
SV Wacker Burghausen ·
SpVgg Greuther Fürth II ·
SpVgg Hankofen-Hailing ·
FV Illertissen ·
Bayern München II ·
Türkgücü München ·
1. FC Nürnberg II ·
1. FC Schweinfurt 05 ·
DJK Vilzing ·
FC Würzburger Kickers